# ويليام هاربر (سياسي)
ويليام هاربر (بالإنجليزية: William Harper)‏ هو قاضي ومحامي وسياسي أمريكي، ولد في 17 يناير 1790 في أنتيغوا وباربودا، وتوفي في 10 أكتوبر 1847 بكارولاينا الجنوبية في الولايات المتحدة. حزبياً، نشط في ديمقراطية جاكسونية. وقد انتخب عضو مجلس الشيوخ الأمريكي.